# دالي موراي
دالي موراي هو كاتب أغاني كندي، ولد في 1974.

## وصلات خارجية
- الموقع الرسمي
- دالي موراي على موقع IMDb (الإنجليزية)
- دالي موراي على موقع ميوزك برينز (الإنجليزية)
- دالي موراي على موقع ديسكوغز (الإنجليزية)